# Paul Paton
Paul Paton (* 18. April 1987 in Paisley) ist ein nordirischer Fußballspieler.

## Karriere

### Im Verein
Paul Paton debütierte als Profi im Oktober 2005 für den FC Queen’s Park, bei dem er bereits in der Jugend aktiv war. Für den schottischen Traditionsverein aus Glasgow sollte er in den nächsten drei Spielzeiten 91 Ligaspiele absolvieren. In der ersten Saison 2005/06 hatte er sich schnell in der Startelf etabliert und absolvierte insgesamt 23 Spiele. Von den Fans wurde Paton zugleich zum Young Player of the Year gewählt. In den beiden folgenden Spielzeiten kam er jeweils 34-mal zum Einsatz. In seiner Zeit bei Queen’s Park erzielte er in der letzten Saison in den Aufstieg-Playoffs gegen den FC East Fife den ersten Treffer, welcher half den Aufstieg in die Second Division zu feiern. Im Sommer 2008 wechselte er innerhalb Glasgows zu Partick Thistle. In den folgenden fünf Jahren spielte er bei dem Verein aus dem Stadtteil Maryhill und absolvierte er mehr als 150 Pflichtspiele, davon einige als Mannschaftskapitän. In der Saison 2012/13 stieg er mit der Mannschaft in die Premiership auf. Noch vor Beginn der neuen Saison wechselte er gemeinsam mit Teammanager Jackie McNamara und Mitspieler Chris Erskine zum Ligarivalen Dundee United. Mit seinem neuen Verein erreichte Paton gleich in der ersten Saison das Schottische Pokalfinale das gegen den FC St. Johnstone verloren wurde. In der Meisterschaft absolvierte Paton 37 von 38 möglichen Spielen. In den beiden folgenden Spielzeiten verlor er seinen Stammplatz. Nachdem Dundee United aus der Premiership abgestiegen war, wechselte Paton ablösefrei zum FC St. Johnstone.

### Nationalmannschaft
Als Sohn eines Nordiren, bestritt der gebürtige Schotte Paul Paton im Jahr 2014 sein erstes Länderspiel für die nordirische Nationalmannschaft bei einer 0:1-Niederlage gegen Uruguay, als er für Sammy Clingan in der 75. Spielminute eingewechselt wurde.